# 세르게이 소콜로프 (원수)

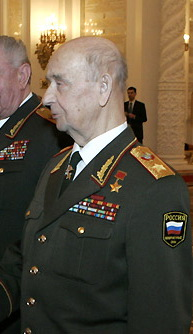
세르게이 소콜로프

세르게이 레오니도비치 소콜로프(러시아어: Серге́й Леони́дович Соколо́в, 1911년 7월 1일 ~ 2012년 8월 31일)는 소련의 군인이었다. 1965년부터 1984년까지 레닌그라드 군관구 지휘관을 맡았고 1967년부터 1984년까지 소련 국방부 제1차관을 역임했다. 1984년에는 소련의 국방장관으로 임명되었으나, 1987년에 마티아스 루스트[Mathias Rust] 사건의 여파로 인하여 미하일 고르바초프로부터 해임당했다. 소콜로프는 또 1985년부터 1987년까지는 정치국 후보 (의결권 없음) 이기도 했다.
1978년 소련의 원수로 승진하고 이듬해 12월 27일 개전한 소련의 아프가니스탄 침공 때 소비에트 지상군을 맡았다. 그는 처신과 전략 지휘로 소련군 원수들 중에서 존경받는 이가 될 수 있었다. 1980년 4월 28일 소련 영웅 칭호를 수여받았으며 2001년 크리미아의 명예시민이 되었다. 1992년 이래로 러시아의 국방장관 고문을 맡다가 2012년 8월 31일 향년 만 101세로 사망했는데, 소련의 원수들 중 가장 장수하였다.